# Dendrocitta occipitalis
La urraca de Sumatra (Dendrocitta occipitalis) es una especie de ave paseriforme de la familia Corvidae.

## Distribución geográfica y hábitat
Es endémica de los bosques de montaña de las islas de Sumatra, en las islas mayores de la Sonda (Indonesia). No se reconocen subespecies.